# Геймбрук, Владимир Фёдорович
Геймбрук Владимир Фёдорович (30 марта 1837 — 1909) — инженер-механик, начальник адмиралтейских Ижорских заводов, тайный советник.

## Биография
Барон Владимир Федорович Геймбрук родился 30 марта 1837 года.
В 1860 году окончил механическое отделение Инженерного и артиллерийского училища морского ведомства.
Проходил службу на Тихоокеанской эскадре. Проявил себя грамотным инженер-механиком. Особо отличился при замене котлов на пароходофрегате «Америка». В 1863 году был назначен членом комиссия по расследованию гибели корвета «Новик».
С 1872 года — главный механик адмиралтейских Ижорских заводов. В 1874 году Ижорским заводам были поручены работы по устройству нового купола и колокольни церкви Аничкова дворца. Этими работами руководил штабс-капитан Геймбрук. В 1875 году новый купол и крест над церковью Аничкова дворца были успешно установлены.
В 1877 году Геймбрук был произведён в капитаны, в 1886 году присвоено звание — старший инженер-механик (соответствует подполковнику), в 1887 году — флагманский инженер-механик (полковник).
С 29 февраля 1888 по 1892 год В. Ф. Геймбрук — начальник адмиралтейских Ижорских заводов.
Жена В. Геймбрука баронесса Антонина Алексеевна Геймбрук в течение 28 лет, до своей кончины в 1905 году, была попечительницей приюта Святого Николая Чудотворца для сирот, который был открыт силами благотворительного общества при содействии Ижорских заводов в 1878 году.
В 1892 году Геймбрук стал помощником главного инспектора механической части.
13 апреля 1903 года уволен в отставку с производством в тайные советники.